# Prosper d'Épinay
Charles Adrien Prosper d'Épinay, dit Nemo, né le 13 juillet 1836 à Pamplemousses (île Maurice) et mort le 23 septembre 1914 à Saint-Cyr-sur-Loire, est un sculpteur et caricaturiste français.

## Biographie

### Jeunesse
Charles Adrien Prosper d’Épinay est le fils d'Adrien d'Épinay et le neveu de Prosper d'Épinay, hommes politiques mauriciens.
Son père, avocat, est marié à Marguerite Le Breton de la Vieuville. En 1839, ses parents l’emmènent en France. Son père y meurt au bout de quelques mois, au retour d’un voyage à Londres. Prosper d’Épinay retourne avec sa mère dans son île natale où il fait des études dans la petite école de Pamplemousses, puis au pensionnat Snellgrove à Port-Louis. Dès son jeune âge, il manie l’ébauchoir et pétrit la terre glaise. Il est aussi caricaturiste.

### 1851-1864: Paris, Rome et Londres
Prosper d’Épinay part faire ses études à Paris en 1851. En France, un ancien préfet, Jacques Éloi Mallac, lui sert de tuteur légal. Après un court retour à l'île Maurice en 1857, il revient à Paris pour étudier la sculpture dans l’atelier de Jean-Pierre Dantan. Il se forme à son art de 1858 à 1860 et réalise des portraits charges. Il éprouve une attirance pour l’art du XVIIIe siècle, dont l’influence va se retrouver dans son œuvre.[réf. nécessaire]
Résident à la villa Médicis à Rome, il découvre la sculpture antique. Il y est l'élève du sculpteur Luigi Amici, auteur du tombeau du pape Grégoire XVI.
En 1864, il s’établit à Rome et fonde l’atelier de la via Sistina, qu’il va diriger de 1864 à 1912.
En Italie, il devient l’ami de deux célèbres artistes, le peintre catalan Marià Fortuny et le peintre orientaliste Henri Regnault. Fortuny brosse le portrait de Prosper d’Épinay.

### Les débuts

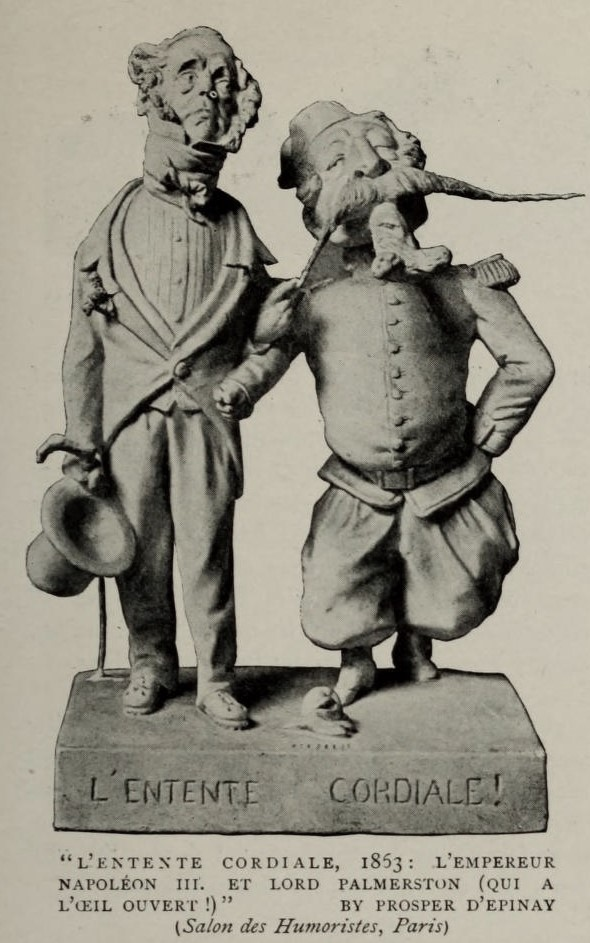
L'Entente cordiale (1863), localisation inconnue.

En 1864, d’Épinay connaît un premier succès à Londres avec son groupe caricatural intitulé Entente cordiale représentant Napoléon III et lord Palmerston bras dessus bras dessous et « s’étudiant du coin de l’œil en politiciens retors ». Des copies en bronze sont tirées à plusieurs milliers d’exemplaires par un éditeur londonien.
Le vrai succès arrive la même année avec la statue de L'Innocence que le duc de Luynes lui commande pour son château de Dampierre. En 1865, Prosper d’Épinay sculpte le Buste de la princesse de Galles, future reine du Royaume-Uni, Alexandra de Danemark Dont l’amitié lui ouvre les portes de la haute société britannique.[réf. nécessaire].
Le monument dédié à son père est inaugurée à l'île Maurice au jardin de la Compagnie à Port-Louis le 26 septembre 1866. En 1867, également sûr son île natale, il exécute le Monument à William Stevenson, gouverneur de l'île. Il réalise aussi un grand nombre de statuettes et de portraits de types orientaux.
Il revient en Europe. À cette époque, le jeune sculpteur est membre de plusieurs associations telles que le Cercle de l’union artistique de Paris, ainsi que le Circolo della Caccia de Rome, qu’il contribue activement à fonder toutes deux avec quelques amis, respectivement en 1860 et 1870.
Prosper d’Épinay se marie le 25 novembre 1869 à Paris, avec Claire Mottet de La Fontaine (1844-1936), fille d’Adolphe Mottet de La Fontaine, capitaine au service du Nizam de l'Hyderâbâd Asaf Jah IV et d’Élisabeth de Warren, une artiste peintre. Elle est comme lui une « quasi-orientale », aux yeux des Européens de son époque. Elle est née à Golconde.

### Sculpteur des familles princières

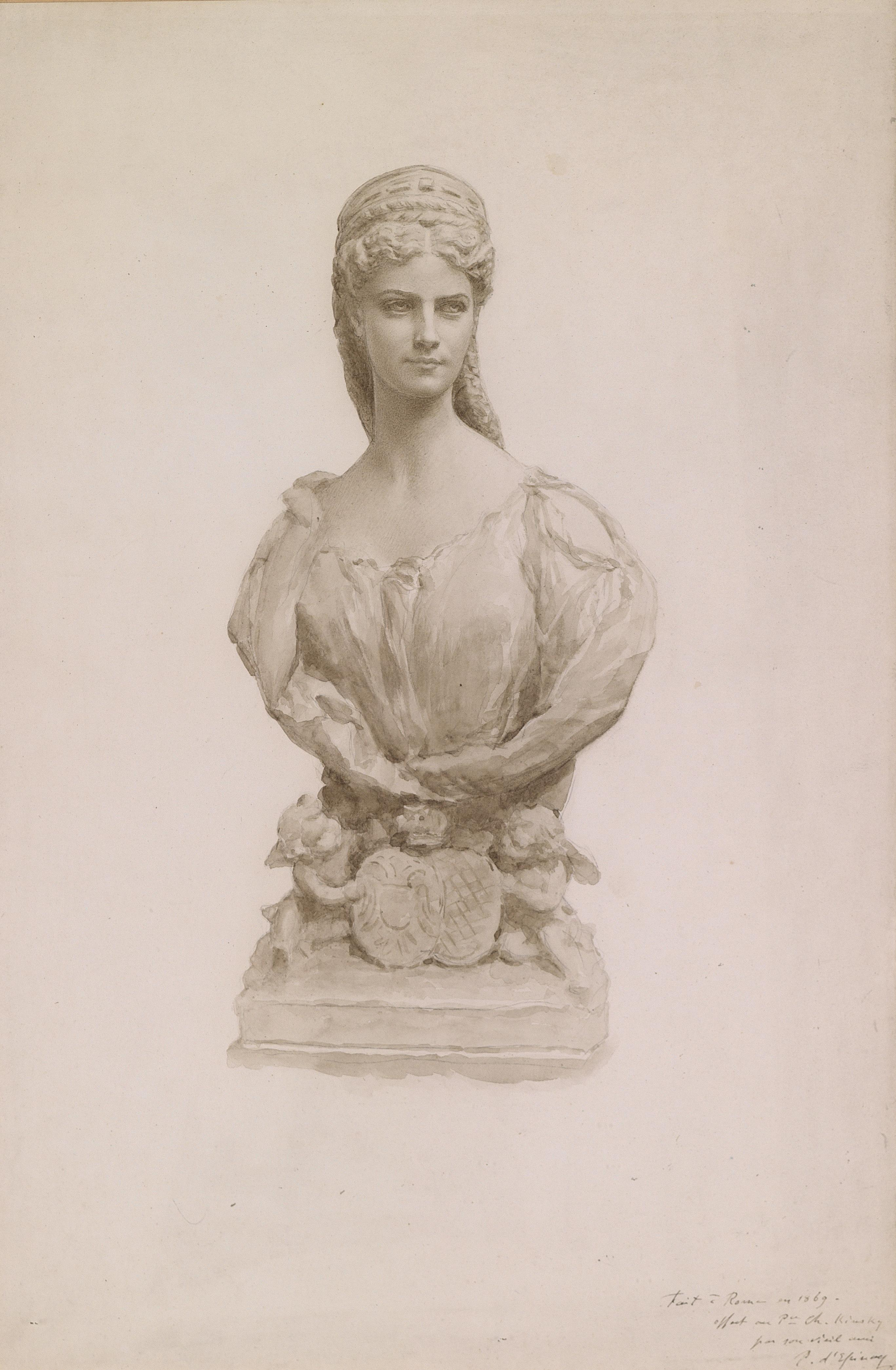
Buste de l'impératrice Élisabeth d'Autriche (1869), localisation inconnue.

Parmi ses clients figurent des souverains, des nobles, ou de multiples célébrités. Durant sa carrière, il exécute nombre de bustes, parmi lesquels ceux de reines et de princesses, Ce qui lui valut le surnom de « sculpteur de souveraines »[réf. nécessaire]. En 1869, il réalise un Buste de l’impératrice Élisabeth d’Autriche.
En 1873, le musée de Madrid[Lequel ?] lui commande le buste en bronze du peintre Marià Fortuny. Il partage sa vie entre Rome, Paris et Londres, où il s’installe. Il est proche des milieux légitimistes parisiens et du comte de Chambord, mais aussi du prince Demidoff et des aristocrates anglais, souvent beaucoup plus libéraux.
Le Salon de 1874 voit le couronnement de son talent et détermine l’orientation de son art. Son œuvre en marbre de Carrare d'une jeune femme nue, essayant de fermer une ceinture, Ceinture dorée, connaît une grande notoriété en France, mais aussi à l’étranger. Dans le même temps, Prosper d’Épinay réalise plusieurs portraits de l'épouse du roi Édouard VII.
Il sculpte également les bustes de Napoléon III, de l'impératrice Eugénie et du prince impérial, conservés au château de Compiègne.
Il participe régulièrement aux séances de la Royal Academy de 1865 à 1881.
En 1881, la mairie de Port-Louis lui commande le groupe Paul et Virginie. Une autre version se trouve dans le jardin de l’hôtel de ville de Curepipe.
En 1898, il expose le portrait du duc d’Aumale et ceux du marquis de Morès et de son épouse Medorah au Salon du cercle de l’union artistique. À la mort du marquis de Morès, il réalise un portrait de celui-ci et de sa femme pour orner leur tombe[Où ?].

### Les dernières années

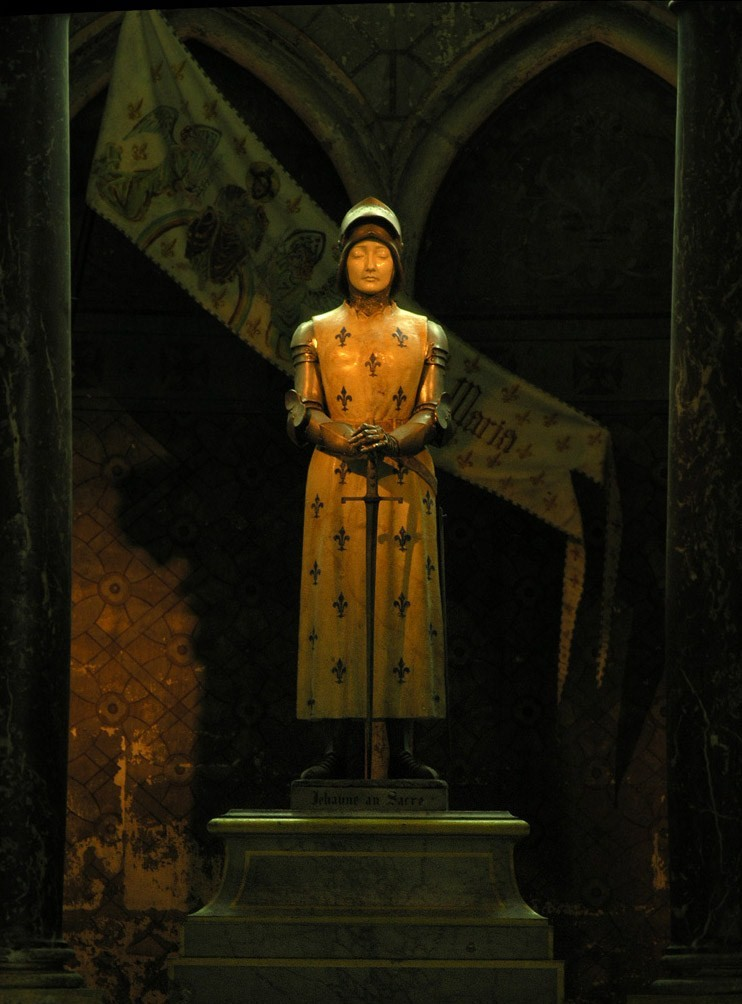
Jeanne d'Arc au Sacre (1902), statue polychrome, cathédrale de Reims.

Il réalise une statue polychrome de Jeanne d'Arc intitulée Jeanne d’Arc au Sacre (Jehanne au sacre) qu'il expose au Salon des artistes français de 1902. Elle est offerte par un mécène à la cathédrale de Reims en juillet 1909, à l'occasion des fêtes de la béatification de Jeanne d'Arc. Selon la tradition, cette œuvre est placée dans une chapelle absidiale à l’endroit précis où Jeanne d’Arc se tint durant le sacre de Charles VII. Pour cette statue polychro-éléphantine[réf. nécessaire], le casque et l'armure sont confectionnés dans le bronze argenté, le visage est sculpté dans l’ivoire et la tunique dans un marbre jaune de Sienne, parsemé de fleurs de lys en lapis lazuli.
Lors de l'Exposition franco-britannique de 1908 de Londres, il envoie le buste en marbre de la reine Alexandra de Danemark, réalisé en 1906. En 1909, Prosper d’Épinay figure au Salon des humoristes.
D’Épinay est aussi un collectionneur de peintures, entre autres de José Villegas Cordero. Il aide le jeune Alexandre Falguière[Comment ?]. Il possède une bibliothèque que le conseil de Curepipe décide d’acquérir après sa mort et qui constitue le noyau de l’actuelle bibliothèque Carnegie. Il fournit des caricatures à Vanity Fair de novembre 1868 à 1914. Il se retrouve au centre d’une polémique ourdie par quelques artistes, au sujet du buste de Benivieni, acheté comme authentique par le musée du Louvre et payé 50 000 francs.

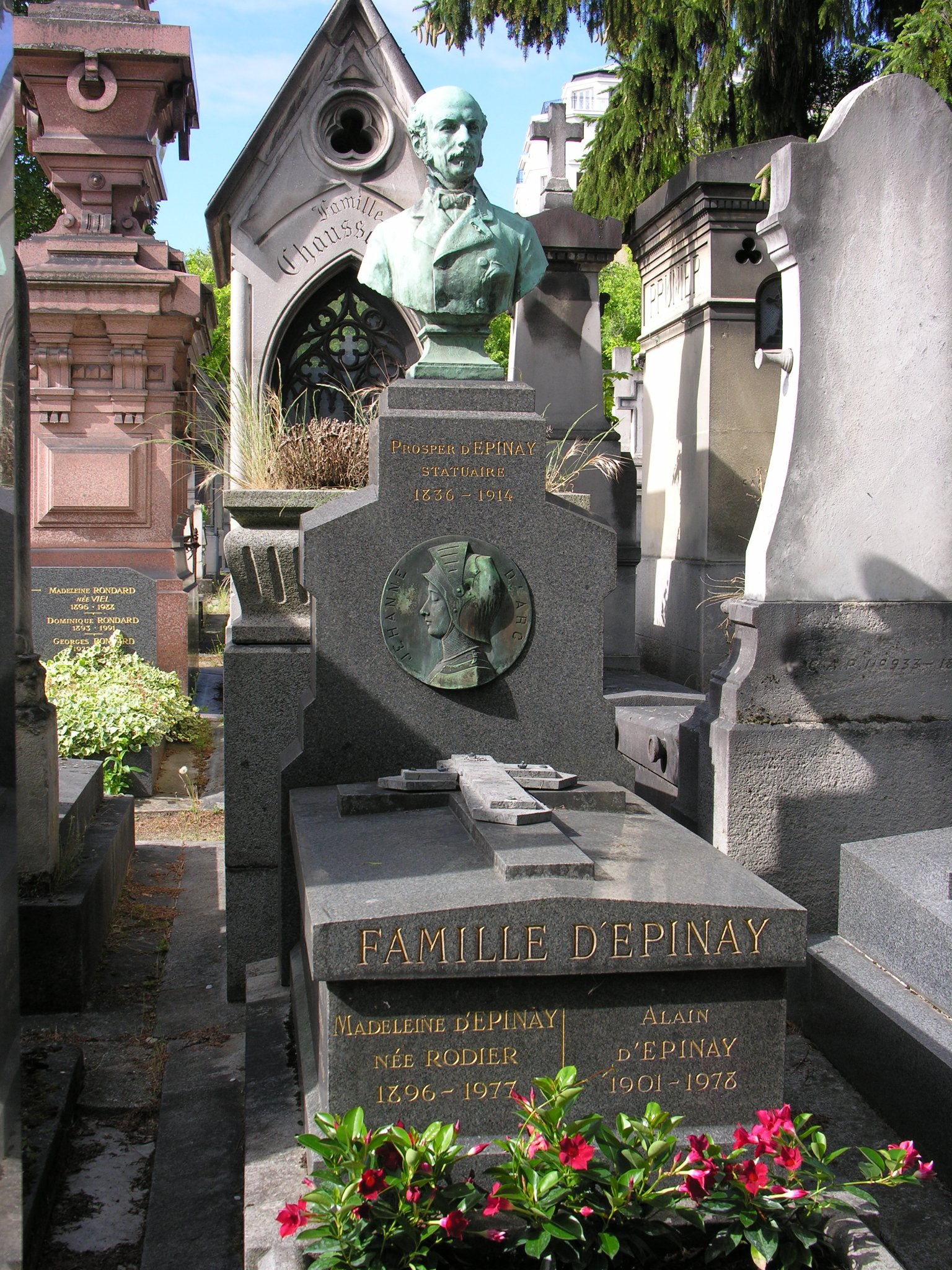
Sépulture au cimetière du Montparnasse.

Prosper d’Épinay meurt le 23 septembre 1914 à La Chanterie, à Saint-Cyr-sur-Loire. Il est enterré au cimetière du Montparnasse à Paris (10e division). Sa tombe est ornée du médaillon de celle qu'il appelait « sa fille chérie ».

### Les autres portraits
Prosper d’Épinay est l’auteur d'environ 500 portraits parmi lesquels ceux de l’impératrice de Russie, la reine d’Italie, la princesse Marie de Bade, de la princesse A. de Broglie, de Sarah Bernhardt, de Lady Walter Scott, etc.
D’Épinay « a donné d’eux plus que la ressemblance physique, le signalement moral. Ils ont tous un je ne sais quoi dans le regard, dans le port, dans un simple pli de la lèvre qui trahit leur naissance ».

### Distinctions
Prosper d’Épinay est commandeur de l'ordre royal de Victoria, commandeur de l’ordre d'Isabelle la Catholique, officier de l’ordre du Lion d'or de la maison de Nassau, chevalier de la Légion d’honneur[réf. nécessaire], chevalier de l’ordre des Saints-Maurice-et-Lazare, officier de l’ordre impérial de la Rose, de l’ordre de Saint-Georges et de l’ordre de Saint-Grégoire-le-Grand.

## Œuvres dans les collections publiques
États-Unis

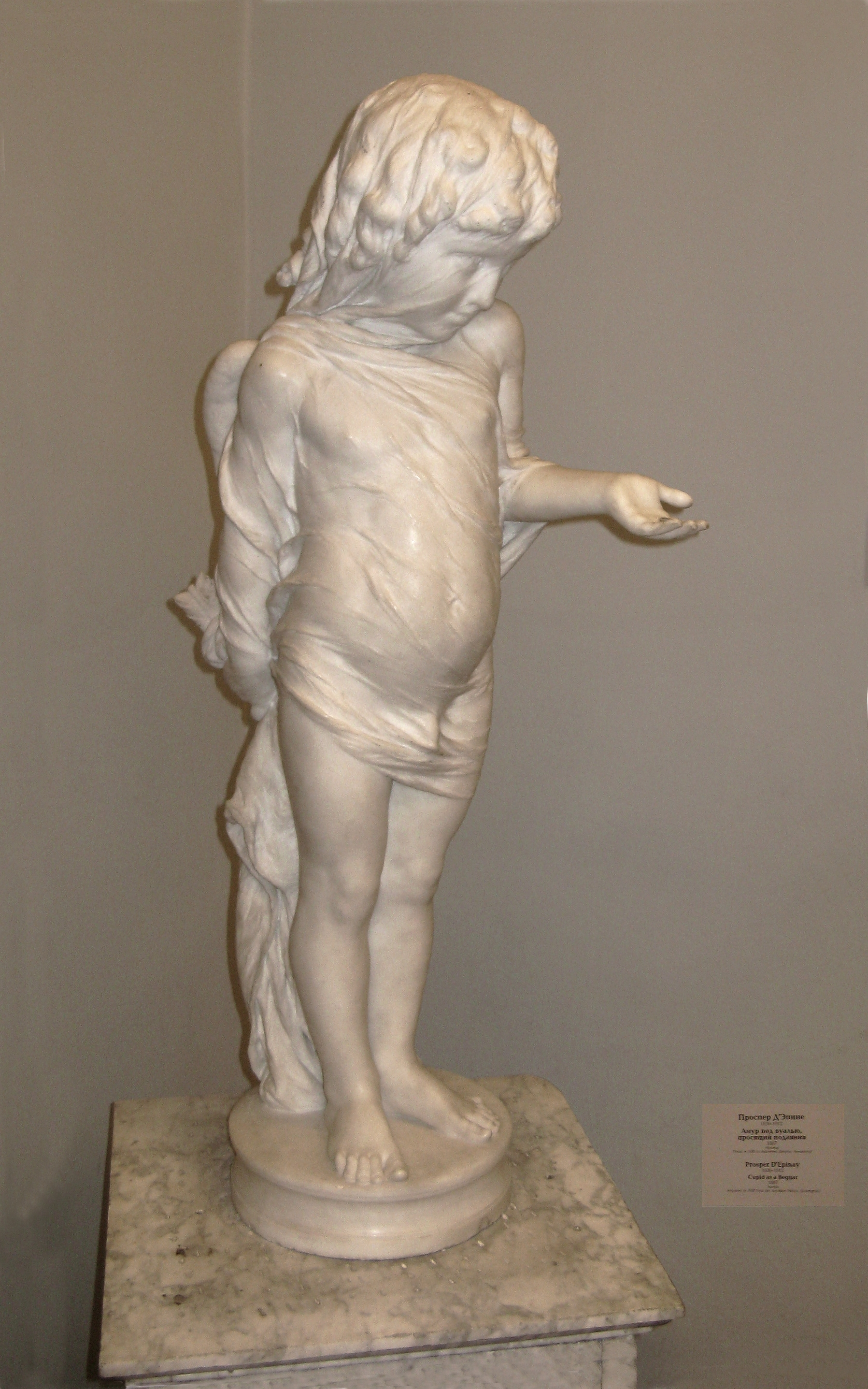
L'Amour mendiant (1887), marbre, Saint Pétersbourg, musée de l'Ermitage.

- New York, Metropolitan Museum of Art : Sappho Jalouse, 1895, statue en marbre[15].

France
- Compiègne, château de Compiègne : Buste du prince impérial mort, terre cuite.
- Montargis, musée Girodet :
  - Vase, 1885, marbre blanc[16] ;
  - Vase Empire : Sapho, 1885, vase en marbre blanc, décor en haut-relief[17].

Russie
- Saint Pétersbourg, musée de l'Ermitage :
  - Bacchante, 1866[18] ;
  - Réveil, 1873[19] ;
  - L’Amour mendiant, 1887, 103 cm, statue en marbre pour l’empereur de Russie[20].

## Salons
- 1883 : Callixène.